# Conselho de Igrejas Cristãs em Angola
Conselho de Igrejas Cristãs em Angola (CICA) är ett ekumeniskt kyrkoråd i Angola, bildat 1992 och anslutet till Kyrkornas världsråd.

## Medlemskyrkor
- Igreja Evangélica Baptista em Angola
- Igreja Evangélica Congregacional em Angola
- Missão Evangélica Pentecostal de Angola
- Igreja Evangélica Reformada de Angola
- Anglikanska stiftet i Angola
- Apostolic Faith Church i Angola
- Christian Apostolic Mission
- Evangelical Baptist Church in Angola
- Evangeliska brödraförsamlingen
- Evangelical Church of Angola
- Evangelical Congregational Church in Angola
- Evangelical Mennonite Church in Angola
- Evangelical Pentecostal Mission in Angola
- Evangelical Reformed Church of Angola
- Full Gospel Church in Angola
- Kimbanguistkyrkan i Angola
- Mennonite Community Church in Angola
- Twelve Apostles Church in Angola
- United Methodist Church

## Associerade organisationer
- KFUM
- Church of God
- Emmanuel Unido Seminar
- Frälsningsarmén